# Higashi-Hie (métro de Fukuoka)
Higashi-Hie (東比恵駅, Higashi-Hie-eki) est une station de la ligne Kūkō du métro de Fukuoka. Elle est située dans l'arrondissement de Hakata à Fukuoka au Japon.

## Situation sur le réseau
Établie en souterrain, Higashi-Hie est située au point kilométrique (PK) 11,0 de la ligne Kūkō. Elle est située entre la station Nakasu-Kawabata, en direction du terminus ouest Meinohama, et la station Aéroport de Fukuoka, le terminus est.

## Histoire
La station Higashi-Hie est mise en service le 3 mars 1993, à l'occasion du prolongement de la ligne Kūkō à Aéroport de Fukuoka.

## Services aux voyageurs

### Accès et accueil
La station est ouverte tous les jours.

### Desserte
Higashi-Hie est desservie par les rames de la ligne Kūkō :
- voie 1 : direction Aéroport de Fukuoka
- voie 2 : direction Meinohama (interconnexion avec la ligne Chikuhi pour Chikuzen-Maebaru et Karatsu)

Installations et desserte
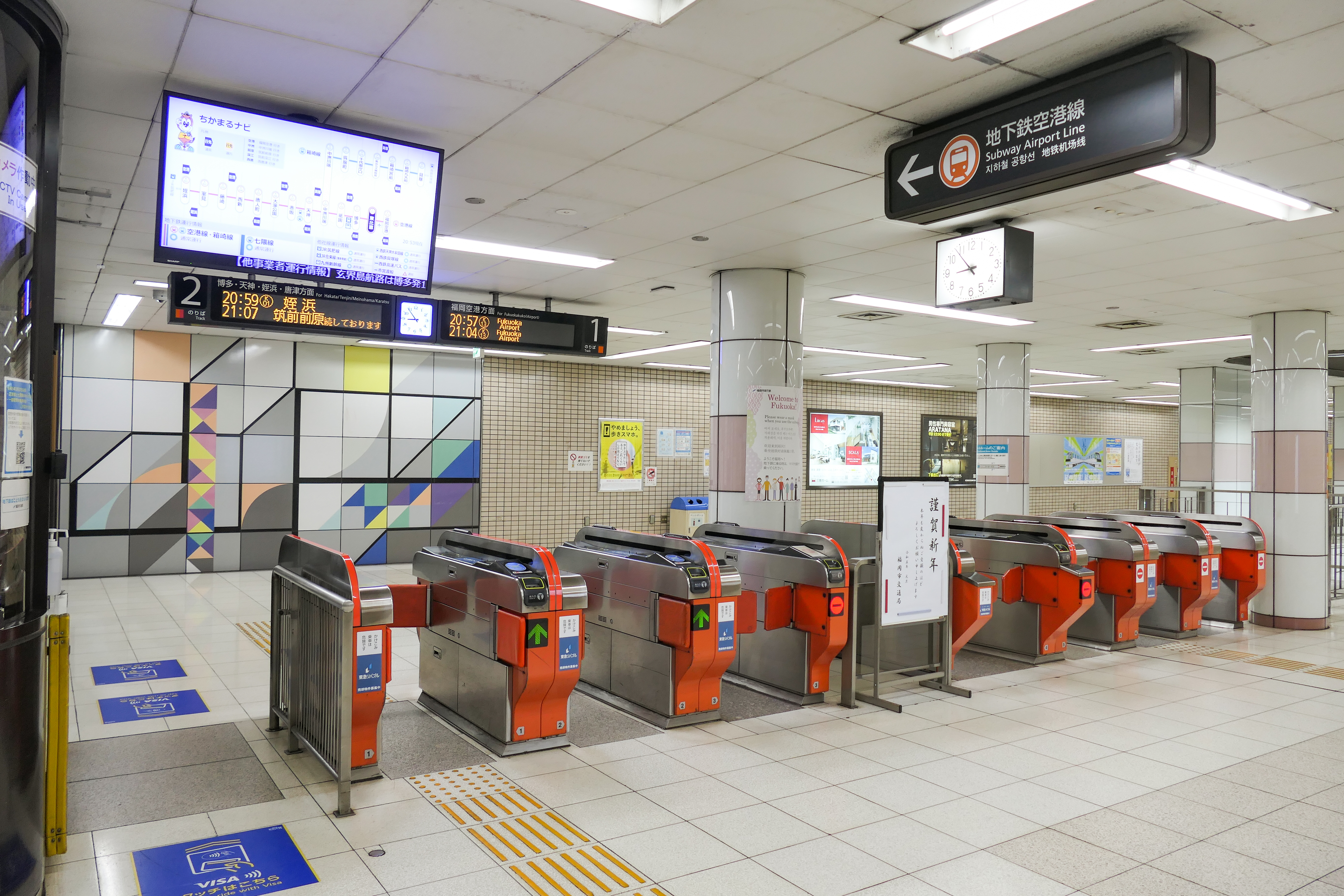
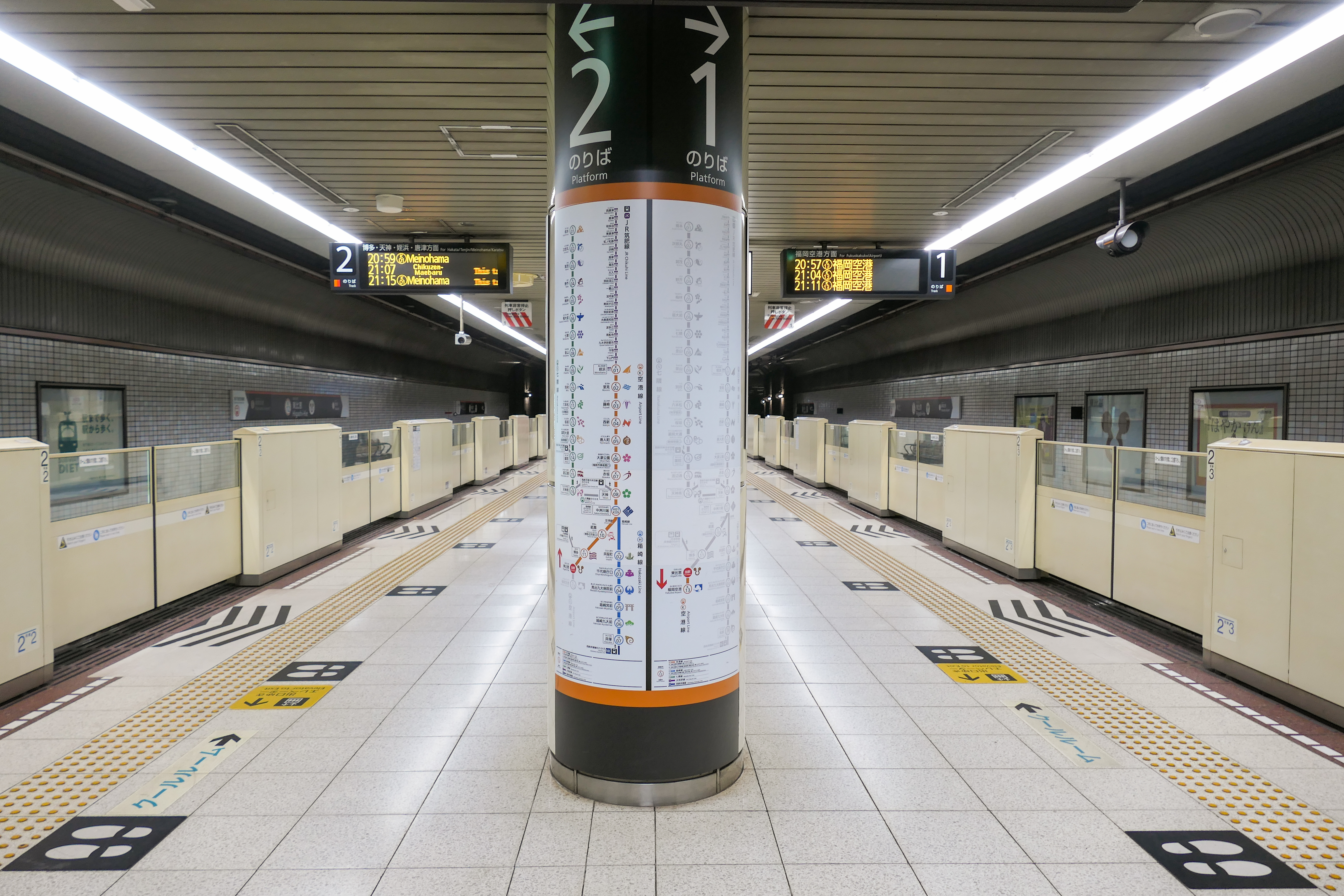